# Hydramara argentina
Hydramara argentina är en skalbaggsart som först beskrevs av Knisch 1925.  Hydramara argentina ingår i släktet Hydramara och familjen palpbaggar. Inga underarter finns listade i Catalogue of Life.